# Nezabylice
Nezabylice – gmina w Czechach, w powiecie Chomutov, w kraju usteckim. Według danych z dnia 1 stycznia 2014 liczyła 212 mieszkańców.
Na polach przy wsi odkryto w 2010 r. duże cmentarzysko datowane na okres wpływów rzymskich, będące obiektem intensywnych badań archeologicznych.